# Ерасто Нйоні
Ерасто Едвард Нйоні (англ. Erasto Edward Nyoni; нар. 7 травня 1988, Сонгеа, Танзанія) — танзанійський футболіст, захисник та півзахисник клубу «Сімба».

## Клубна кар'єра
Футбольну кар'єру розпочав у клубі «Роллінг Стоун». У 2006 році перейшов до «Аруші». Наступного року виїхав до Бурунді, де протягом двох сезонів виступав у складі гранда місцевого футболу, клубу «Вітал'О». Потім повернувся до Танзанії, де 1 січня 2009 року підписав контракт з «Азамом». У команді виступав протягом восьми з половиною років. 8 серпня 2017 року перейшов до одного з найсильніших танзанійських клубів, СК «Сімба».

## Кар'єра в збірній
З 2006 року викликається до складу національної збірної Танзанії.

### Голи за збірну
| Гол | Дата           | Місце                                        | Суперник     | Рахунок | Результат | Змагання          |
| --- | -------------- | -------------------------------------------- | ------------ | ------- | --------- | ----------------- |
| 1.  | 16 червня 2007 | Стад дю 4 Аут, Уагадугу, Буркіна Фасо        | Буркіна-Фасо | 1–0     | 1–0       | кв. КАН 2008      |
| 2.  | 10 червня 2012 | Національний стадіон, Дар-ес-Салам, Танзанія | Гамбія       | 2–1     | 2–1       | ув. ЧС 2014       |
| 3.  | 15 серпня 2012 | Молеполе стедіум, Молепололе, Ботсвана       | Ботсвана     | 1–0     | 3–3       | Товариський       |
| 4.  | 5 липня 2017   | Моруленг стедіум, Моруленг, ПАР              | Замбія       | 1–0     | 2–4       | Кубок КОСАФА 2017 |